# Avrättningarna i Tammerfors

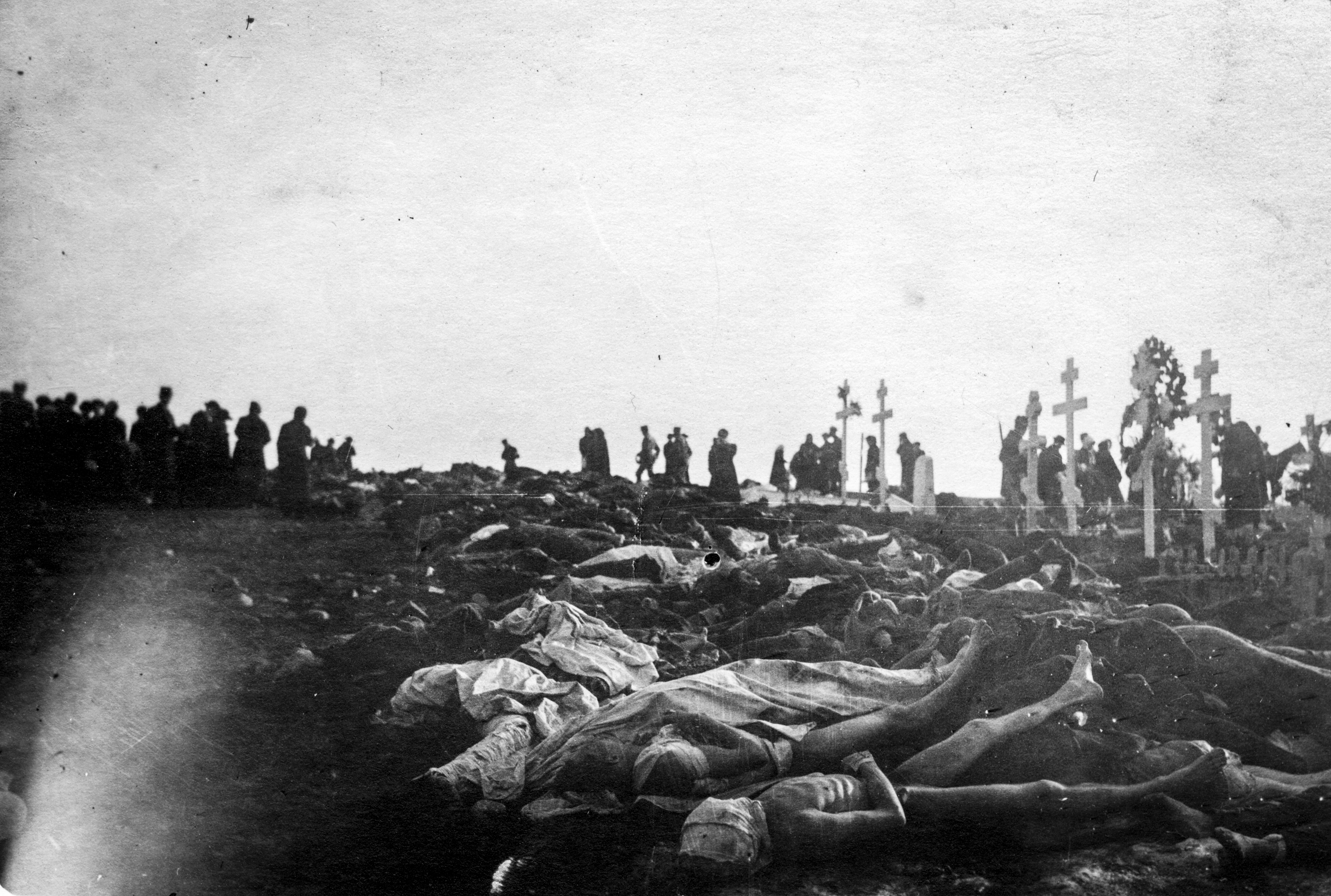
Liken efter röda anhängare samlade i Kalevankangas.

Avrättningarna i Tammerfors ägde rum under det finska inbördeskriget i april–maj 1918, efter slaget om Tammerfors. Efter att de vita intagit staden sköt man 150–200 ryska soldater och åtskilliga hundra röda finländare. Järnvägsstationens magasin och grusgroparna i Kalevankangas fungerade som avrättningsplatser. De högst rankade som de vita avrättade i Tammerfors var överstelöjtnant Georgij Bulatsel, militär rådgivare vid högkvarteret för de rödas norra front och Kaarle Wilander, befälhavare för Tammerfors röda gardes 4:e bataljon. Bland de övriga som sköts fanns Juho Lehmus, parlamentsledamot från Orivesi, som avrättades den 6 april 1918.
Samma trupper från Vasa och Lappo som utförde avrättningar i stor skala i Länkipohja och Lembois deltog i ockupationen av staden. Särskilt omtalade är avrättningar och övergrepp som förövades i Tammerfors fångläger av lägervakten Sakeus Koivunen under befäl av fängelsets stabschef Johannes Tamminen(fi).
Gustaf Mannerheim hade innan anfallet utfärdat order om att distribuera flygblad i staden, som hävdade att de vita inte dödar sina fångar likt de röda. De vita ledarna hade dock ingen avsikt att infria denna försäkran, enbart övervakningen av rödgardisterna var tillräckligt skäl för att motivera avrättningarna efter slaget. Många av de lokala ledarna för de röda gardena avrättades i Tammerfors, antingen direkt eller senare i fånglägren. Dessutom togs angivare från närliggande platser in till staden för att identifiera personer för arkebusering, som till exempel den ökända duon Hjalmar Saari(fi) och Johannes From(fi).